# Парламентские выборы в ЮАР (2014)
Парламентские выборы в ЮАР прошли 7 мая 2014 года. Убедительную победу одержал Африканский национальный конгресс.

## Дата и особенности
Дата выборов была оглашена в сообщении администрации президента ЮАР Джейкоба Зумы от 7 февраля. Он отметил, что эти выборы станут пятыми всеобщими выборами и пройдут спустя 20 лет после «окончания правления белого меньшинства». Зума призвал избирателей воспользоваться конституционными демократическими правами для строительства ещё более прекрасного будущего ЮАР, в то же время сказав, что срок полномочий действующего правительства истекает 22 апреля.
Согласно конституции ЮАР, по итогам всеобщих выборов определяется состав Национальной ассамблеи. В нижнюю палату парламента — Национальную ассамблею — будут избраны 400 депутатов по закрытым партийным спискам путём всеобщего тайного голосования. 200 депутатов будут избраны по национальным спискам и 200 — по провинциальным, от каждой из девяти провинций. Президент страны избирается на первом после выборов заседании Национальной ассамблеи из числа её депутатов сроком на пять лет и может быть переизбран ещё раз. По мнению обозревателей, главными соперниками на выборах являются правящий Африканский национальный конгресс (АНК) и Демократический альянс. При этом ожидается, что АНК наберёт около 60 % голосов избирателей, что гарантирует Джейкобу Зуме избрание на второй срок на посту главы государства. Верхняя палата парламента — Национальный совет провинций — будет сформирована из числа депутатов местных законодательных органов (национальных советов), которые будут избраны по партийным спискам на пропорциональной основе. В Национальный совет провинций войдут 90 депутатов, по 10 от каждой провинции. Кроме того, пройдут выборы в провинциальные законодательные органы.

## Контекст
18 января заместитель генерального секретаря АНК Джесси Дуарте сказала, что.Африканский национальный конгресс не будет выдвигать иного кандидата на пост главы государства, кроме действующего президента ЮАР Джейкоба Зумы. Дуарте опровергла предположения о том, что АНК не хочет видеть Зуму во главе партии и государства, и что АНК полностью поддерживает кандидатуру Зумы на пост президента ЮАР.
Есть люди, которые говорят, что нам не нужен наш президент, правила таковы, что глава АНК является кандидатом в президенты. У нас нет иного кандидата, и не будет.
Таким образом, Зума стал единственным кандидатом от АНК на предстоящих выборах. По некоторым данным, лишь 55 % проголосовавших за АНК в 2009 году планируют поддержать конгресс на этих выборах, а сам Зума был освистан в ходе церемонии прощания с Нельсоном Манделой 10 декабря 2013 года. На всеобщих выборах 2009 года АНК получил более 60 % голосов, а Демократический Альянс, возглавляемый Хелен Зилле — лишь 16 % избирателей.
12 февраля сторонников основных партий на выборах организовали предвыборные митинги неподалеку друг от друга. АНК столкнулся с Демократическим Альянсом — крупнейшей партией оппозиции — представляющей интересы в основном белокожего населения. На митинге в поддержку альянса было немало и темнокожих участников, что вызвало подозрения в намерении устроить провокации против властей. Накал политической борьбы скоро перерос в столкновения, и полицейским пришлось применить резиновые пули и светошумовые гранаты.
Конкуренцию АНК составляют и партии, вышедшие из самого конгресса, например партия «Борцы за экономическую свободу» Джулиуса Малемы (объединившая сторонников революционного социализма и левого популизма), партия «Главное — Южная Африка», созданная членами «Умконто ве Сизве» (военного крыла АНК во времена апартеида). Позже было заявлено об участии в выборах новой политической партии, защищающей права гомосексуалов и лесбиянок, так как многие слои африканского общества так и не смирились с конституцией ЮАР запрещающей дискриминацию на основе сексуальной ориентации и разрешающей заключать однополые браки.
К 25 марта после двух месяцев забастовки в платиновом поясе Рустенбург убытки трех ведущих мировых платиновых компаний «Anglo-American», «Lonmin» и «Implats» достигли около 10 млрд рандов (1 млрд долларов США). Забастовку с участием 80 тысяч горняков, была организована Ассоциацией шахтеров и строительных рабочих, требующих повышения зарплаты вдвое до 12 тыс. 500 рандов (1 тыс. 200 долларов). Работодатели согласились поднять оплату труда с 8 % до 9 %. В профсоюзе отвергли предложение и заявили о готовности принять повышение зарплаты до 12500 рандов в течение четырёх лет, после чего переговоры были прерваны. Ранее, произошёл целый ряд происшествий на шахтах: 29 января на шахте добывающей компании «Harmony» возник пожар в результате чего погибло 8 человек, 1 пропал, 16 февраля в нелегальной золотодобывающей шахте под Йоханнесбургом из-за обвала породы были заблокированы 200 шахтеров.
27 апреля бастующие шахтёры забросали камнями министра спорта Фикиле Мбалулу, когда он агитировал их голосовать за Африканский национальный конгресс Южной Африки в день 20-й годовщины падения режима апартеида. В результате беспорядков были сожжены муниципальный центр и дом советника АНК, а город Рустенбург превратился в центр бедности и страха.
4 мая в Претории и Йоханнесбурге прошли последние предвыборные мероприятия. Президент ЮАР и лидер партии Африканский национальный конгресс Джейкоб Зума убежден в победе. Лидер Демократического альянса Хелен Зилле призвала к настоящему равенству в стране, 20 лет назад покончившей с апертеидом, так как в ЮАР царит «настоящая дискриминация», только теперь предпочтение отдается чернокожим гражданам. Съезд партии «Борцы за экономическую свободу» покинувшего ряды АНК Джулиуса Малемы прошёл в красных цветах, так как партия стоит на позициях марксизма-ленинизма и ратует за «настоящую социальную справедливость».

## Регистрация избирателей

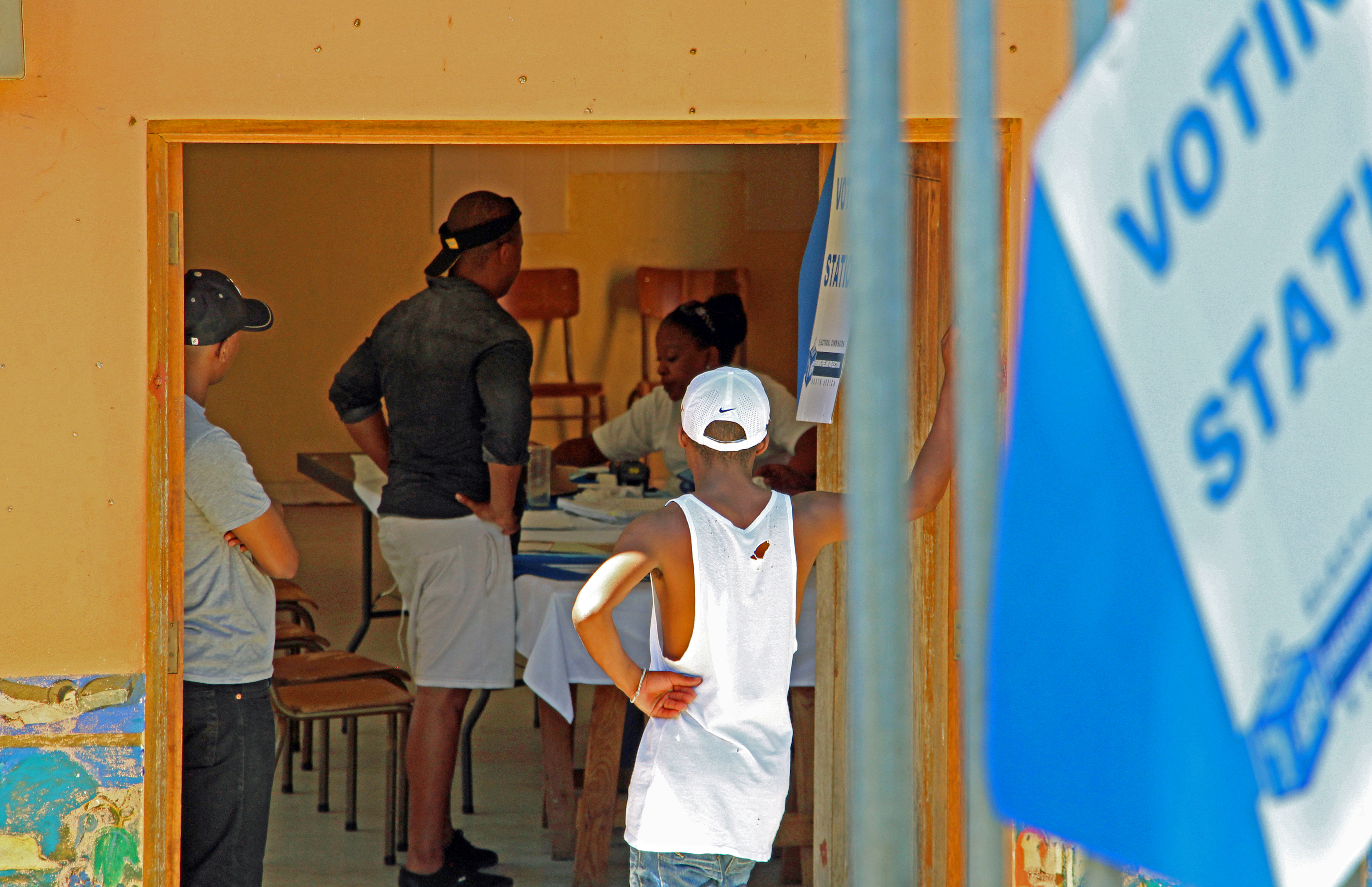
Регистрация избирателей в ЮАР

По выходным с 9 по 10 ноября 2013 года и с 8 по 9 февраля 2014 года все избирательные участки были открыты для регистрации новых избирателей и тех, кто переехал на новое место жительства для перерегистрирования в своем новом избирательном округе. В общей сложности избирательные участки посетили примерно 5,5 млн человек, в том числе около 2,3 млн новых избирателей. Это увеличило число зарегистрированных избирателей до 25,3 млн человек, что составляет 80,5 % от 31,4 миллиона человек, имеющих право голоса в стране. Южноафриканцы, родившиеся после всеобщих выборов 1994 года, известные как «свободное поколение», в возрасте 18 лет и старше голосовали впервые.

### Регистрация в других странах
Избиратели могли зарегистрироваться для голосования в любом посольстве ЮАР, Высокой комиссии или генеральном консульстве с 9 января 2014 по 7 февраля 2014 года. Южноафриканцам, живущим за рубежом, пришлось уведомить Избирательную комиссию о своем намерении голосовать до 12 марта 2014 года. С 18 по 19 и с 25 по 26 января были сделаны регистрационные выходные в целях удовлетворения избирателей, не смогших зарегистрироваться в рабочее время. В общей сложности за пределами ЮАР было зарегистрировано около 26 тысяч избирателей на 116 участках.
| Топ-десять участков с зарегистрированными избирателями | Топ-десять участков с зарегистрированными избирателями | Топ-десять участков с зарегистрированными избирателями |
|                                                        | Город                                                  | Избиратели                                             |
| ------------------------------------------------------ | ------------------------------------------------------ | ------------------------------------------------------ |
| 1                                                      | Лондон                                                 | 9 863                                                  |
| 2                                                      | Дубай                                                  | 1 539                                                  |
| 3                                                      | Канберра                                               | 1 243                                                  |
| 4                                                      | Киншаса                                                | 773                                                    |
| 5                                                      | Гаага                                                  | 667                                                    |
| 6                                                      | Нью-Йорк                                               | 604                                                    |
| 7                                                      | Катар                                                  | 557                                                    |
| 8                                                      | Абу-Даби                                               | 540                                                    |
| 9                                                      | Дублин                                                 | 466                                                    |
| 10                                                     | Хартум                                                 | 458                                                    |
| Всего                                                  | Всего                                                  | 16 710 (62.58 % от 26 701 зарегистрированных.)         |
| Источник                                               | Источник                                               | [ 25 ] [ 26 ]                                          |

## Опросы общественного мнения
| Дата              | Организация         | АНК           | ДА                  | БЭС   | АХДП  | Agang | КЕ    | ПСИ   | Другие | Воздержались/Не знаю/Нет ответа |     |     |     |      |
| ----------------- | ------------------- | ------------- | ------------------- | ----- | ----- | ----- | ----- | ----- | ------ | ------------------------------- | --- | --- | --- | ---- |
| Дата              | Организация         | Окт/Нояб 2013 | Pulse of the People | 53 %  | 18 %  | 4 %   | 1 %   | 1 %   | Другие | Воздержались/Не знаю/Нет ответа | 1 % | 1 % | 2 % | 19 % |
| Окт/Нояб 2013     | Pulse of the People | 64 %          | 19 %                | 4 %   | 1 %   | 1 %   | 1 %   | 2 %   | 2 %    | 6 %                             |     |     |     |      |
| Февраль/Март 2014 | Pulse of the People | 63.4 %        | 22.9 %              | 4.7 % | 0.9 % | —     | 1.2 % | 1.9 % | 5.0 %  | —                               |     |     |     |      |
| Фев/Март 2014     | Sunday Times        | 61.9 %        | 20.5 %              | 3.4 % | —     | —     | —     | —     | —      | 7.4 %                           |     |     |     |      |
| Фев/Март 2014     | Sunday Times        | 66.1 %        | 22.9 %              | 3.7 % | ~1 %  | 0.4 % | 0.7 % | 1.4 % | 3.8 %  | —                               |     |     |     |      |
| Март/Апр 2014     | Sunday Times        | 65.5 %        | 23.1 %              | 4.0 % | 0.8 % | 0.0 % | 1.3 % | 2.8 % | 2.5 %  | —                               |     |     |     |      |
| Апр 2014          | Sunday Times        | 63.9 %        | 23.7 %              | 4.7 % | 0.3 % | 0.3 % | 3.4 % | 0.8 % | 2.9 %  | —                               |     |     |     |      |

1. ↑  Цифры основаны на умеренной явке без 6 % сомневающихся избирателей.
2. ↑  Цифры основаны на умеренной явке.
3. ↑  Цифры основаны на умеренной явке без 7,4 % сомневающихся избирателей.
4. ↑  Цифры основаны на умеренной явке без 7,4 % сомневающихся избирателей.
5. ↑  Цифры основаны на явке в 74,5 % с сомневающимися избирателями.
6. ↑  Цифры основаны на явке в 74,5 % с сомневающимися избирателями.

Согласно внутреннему опросу, проведенному ДА с американским социологом Стэном Гринбергом в марте-апреле 2014 года, АНК получит 59 % голосов, ДА — 26 % и БЭС — 8 %.
В опросе «Sunday Times» в декабре 2013 года, среди тысячи зарегистрированных членов АНК, 55 % респондентов заявили, что они будут голосовать за АНК снова, 5 % будут голосовать за ДА, 6 % за другие партии, остальные 34 % не знают или предпочли не отвечать.
По результатам опроса «Pulse of the People», опубликованном в феврале 2014 года, ДА является наиболее многонациональной партией, в то время как у АНК 96 % чернокожих сторонников, у БЭС 99 %, по сравнению с 76 % респондентов. Сторонники АНК среднего возраста, ДА — немного старше, и БЭС — значительно моложе .
«Africa Check» и Центр изучения демократии критиковали опросы как ненаучные: некоторые намеренно вводят в заблуждение, а другие, по существу, являются гипотезами.

### Опросы в провинциях
Опрос «Pulse of the People», проведенный в октябре и ноябре 2013 года показал, что в ряде провинций ожидается тесная конкуренция. АНК будет продолжать доминировать в Восточной Капской провинции, Лимпопо, Северо-Западной, Мпумаланге, Квазулу-Натале и Фри-Стейте, Северо-Капской и Гаутенгом будет оспариваться между АНК и ДА. В Лимпопо и Северо-Западной официальной оппозицией может стать БЭС.
Опрос «Sunday Times» в феврале и марте 2014 года показал, что АНК пользуется поддержкой большинства во всех провинциях, кроме Западной Капской, где ДА сохраняет поддержку большинства.

## Голосование

### Специальное
Проходило с 5 по 6 мая 2014 года с участием более 295 000 избирателей, физически немощных, нетрудоспособных, беременных или не могущих по другим причинам сделать свой выбор в основной день. Бывший президент Табо Мбеки проголосовал 6 мая, когда он присутствовал на собрании Всемирного экономического форума в Нигерии.

### Основное
7 мая в семь часов утра открылись 22 264 избирательных участка. Было сообщено, что 2449 или 11 % из них открылись позднее запланированного времени. К 11 утра были открыты все избирательные участки. Перед началом голосования у них выстроились очереди. В качестве избирателей были зарегистрированы более 25,36 млн граждан из 32 млн человек населения ЮАР. Правом голоса обладают граждане старше 18 лет, однако из них лишь 30 % (676 тыс.) прошли регистрацию. Поправка к Закону о выборах, вступившая в силу в декабре 2013 года, позволила принять участие в выборах гражданам ЮАР, проживающим за рубежом. В выборах принимает участие 45 политических партий, выдвинувших 8651 кандидатов. 6 мая официальный представитель министерства иностранных дел ЮАР Клейсон Моньела выразил приветствие по поводу прибытия международных наблюдателей, сообщив, что они направятся в избирательные участки 9 провинций страны. Согласно данным Независимой избирательной комиссии ЮАР, среди международных наблюдателей 150 — от Сообщества развития Юга Африки, 53 — от Африканского союза, остальные от ООН, Британского содружества наций, других международных организаций, и послы стран в ЮАР. Комиссар национальной полиции Риа Пиега лично руководил операцией по обеспечению безопасности с привлечением около 200 тысяч полицейских и 2 тысяч военнослужащих. Голосование прошло спокойно, хотя в некоторых бедных поселениях были сожжены палатки для голосования, зачинщики беспорядков были арестованы. Министр государственной безопасности Сиябонга Квеле лично проинспектировал эти места. Почти 2,5 тысячи из более 22 тысяч избирательных участков открылись с опозданием. Президент Джейкоб Зума голосовал на участке рядом с личной резиденцией Нкандла, отстояв в очереди вместе с другими избирателями. На вопросы журналистов, как проголосовал лидер АНК, Зума рассмеялся и сказал, что в стране идёт тайное голосование, но «результат будет очень хорошим». В общей очереди стояли и вице-президент ЮАР Кгалема Мотланте и генеральный секретарь АНК Гведе Манташе. Друг и соратник Манделы 85-летний Ахмед Катрада сказал, что
Политика Нельсона Манделы продолжается. Нам его не хватает, но я знаю, что АНК продолжает заложенную Манделой политику.
На выходе из избирательного участка в Претории бывший президент ЮАР, лауреат Нобелевской премии мира Фредерик де Клерк сказал, что
Одно из главных завоеваний Южноафриканской республики — то, что люди ладят друг с другом. Напряженность между расами и этническими группами уменьшилась в отличие от того, как то представляют СМИ и политики.
В день голосования были арестованы 97 человек за связанные с выборами правонарушений, в том числе запугивание избирателей и фотографирование бюллетеней.
Явка составила 72 %, в крупных городах доходив до 80 %, в общей сложности к урнам на выборы пришли 18 млн человек.

## Результаты

### Предварительные
Утром 8 мая огласили первые предварительные результаты прошедших выборов, а окончательные результаты объявят утром 10 мая. Национальная избирательная комиссия сообщила, что за Африканский национальный конгресс отдано 1 млн голосов, за Демократический альянс — 632 234 голосов, Борцы за экономическую свободу — 73 723 голоса, Партия свободы Инката — 39 046 голосов, Национальная партия свободы — 26 608, «Фронт свободы плюс» — 26 271, Конгресс народа — 14 510, Африканская христианско-демократическая партия — 13 271, Независимый африканский конгресс — 11 244. Остальные партии набрали менее 5 тыс. голосов.
После обработки 25 % бюллетеней АНК набрал более 57 % голосов, Демократический альянс — 29,2 % голосов.
После подсчета 83 % бюллетеней Африканский национальный конгресс побеждает в восьми из девяти провинций набрав 62,95 % голосов, Демократический альянс повторил победу в провинции Западный Кейп получив 57,2 % голосов, по стране — 22 %, Борцы за экономическую свободу — 5,36 %, Партия свободы Инката — 2,56 %, Национальная партия свободы — 1,70 %, Конгресс народа — 0,82 % голосов. Южно-Африканская радиовещательная корпорация подсчитала, что АНК, на предыдущих выборах получивший 65,9 % голосов, может потерять только два мандата в парламенте и сохранит за собой парламентское большинство в 262 места из 400, что гарантирует избрание Зумы на второй пятилетний срок. Демократический альянс может увеличить число депутатов с 67 до 88. Борцы за экономическую свободу могут получить 21 место, Партия свободы Инката — 9, а остальные 20 мест поделят оставшиеся партии.
После подсчета 95 % бюллетеней, АНК набрал 62,51 %, на 3 % меньше, чем на предыдущих выборах. Демократический альянс — 22 %, на 5 % больше по сравнению с 2009 годом, Борцы за экономическую свободу — чуть больше 6 %.
По итогам подсчета всех бюллетеней АНК получил 62,16 %, Демократический альянс — 22,22 %, Борцы за экономическую свободу — 6,35 %.
Параллельно с оглашением результатов в пригороде Йоханнесбурга Александре на улицы вышли протестующие с утверждением, что результаты выборов были сфальсифицированы, и требованием освободить задержанных 9 мая за нарушение общественного порядка. Демонстранты начали жечь шины и баррикадировать дороги, а позже стали поступать сообщения о поджоге здания избирательной комиссии. В ответ полиция использовала резиновые пули и шумовые гранаты, а позже в пригород ввели армейские подразделения. Бригадир полиции Невилл Малила заявил, что «примерно 300—400 человек собрались у здания суда в Александре, протестуя против арестов. 44 из них были задержаны».

### Окончательные
10 мая Национальная избирательная комиссия огласила официальные результаты голосования. Африканский национальный конгресс получил 62,15 % голосов (на выборах 2009 года — 65,9 %), потеряв 15 мест в парламенте, но сохранив большинство в 249 мандатов, что гарантирует президенту Джейкобу Зуме избрание на второй пятилетний срок на заседании Национальной ассамблеи 21 мая. АНК победил в восьми из девяти провинций, сохранив за собой контроль в столичной провинции Гаутенг, однако уровень поддержки упал с 64 % до 54 %. Демократический альянс набрал 22,23 % голосов, а в провинции Западный Кейп — 59,38 %. В целом по стране ДА улучшил свои результаты, по сравнению с 16,66 %, полученными на прошлых выборах. Это позволило ему увеличить число мест в парламенте с 67 до 89. Борцы за экономическую свободу набрали 6,35 % и получили 25 мест, сменив Конгресс народа, набравший 0,67 % по сравнению с прошлыми 7,42 %. Партия свободы Инката получила 10 мест, Национальная партия свободы — 6. Всего в парламент вошли 13 из 29 участвовавших в выборах партий. Окончательная явка составила 73,43 %.

##### Национальная ассамблея

График голосов, отданных за первую пятерку партий со времен падения режима апартеида

Места в Национальной ассамблее после 2009 года
АНК
ДА
КН
ПСИ
Другие

Места в Национальной ассамблее после 2014 года
АНК
ДА
БЭС
ПСИ
Другие

## Последствия
21 мая президент ЮАР Джейкоб Зума был избран на второй пятилетний срок на первом заседании нового состава Национальной ассамблеи, без проведения голосования, так как не было других кандидатов.